# سام إدواردز
سام إدواردز (بالإنجليزية: Sam Edwards)‏ (و. 1915 – 2004 م) هو ممثل، من الولايات المتحدة الأمريكية، ولد في ماكون، جورجيا، توفي في دورانغو، عن عمر يناهز 89 عاماً بسبب نوبة قلبية.

## وصلات خارجية
- سام إدواردز على موقع IMDb (الإنجليزية)
- سام إدواردز على موقع ألو سيني (الفرنسية)
- سام إدواردز على موقع أول موفي (الإنجليزية)
- سام إدواردز على موقع قاعدة بيانات الأفلام السويدية (السويدية)
- سام إدواردز على موقع قاعدة بيانات الفيلم (الإنجليزية)
- سام إدواردز على موقع كينوبويسك (الروسية)